# Rybkino (Kaliningrad)
Rubkino (russisch Рыбкино, deutsch Annenhof) ist ein Ort in der russischen Oblast Kaliningrad. Er gehört zur kommunalen Selbstverwaltungseinheit Stadtkreis Polessk im Rajon Polessk.

## Geographische Lage
Rybkino liegt elf Kilometer westlich der Rajonstadt Polessk (Labiau) an der Kommunalstraße 27K-106 von Slawjanskoje (Pronitten) über Nikitowka (Lablacken) nach Uschakowka (Kampkenhöfen) am Kurischen Haff. Slawjanskoje ist die nächste Bahnstation an der Bahnstrecke Kaliningrad–Sowetsk (Königsberg–Tilsit).

## Geschichte
Das bis 1946 Annenhof genannte kleine Dorf war einst ein Vorwerk zum Gut Lablacken (heute russisch: Nikitowka). Am 14. Oktober 1908 wurde das Vorwerk Annenhof aus dem Gutsbezirk Lablacken herausgegliedert und als eigenständiger Gutsbezirk in den Amtsbezirk Lablacken im Kreis Labiau einbezogen. Im Jahre 1910 lebten in Annenhof 99 Menschen. Am 30. September 1928 verlor Annenhof seine Eigenständigkeit wieder und wurde wieder in den Gutsbezirk Lablacken eingemeindet. 
1945 kam Annenhof innerhalb des nördlichen Ostpreußen zur Sowjetunion. Im Jahr 1947 erhielt der Ort die russische Bezeichnung Rybkino und wurde gleichzeitig dem Dorfsowjet Slawjanski selski Sowet im Rajon Polessk zugeordnet. Von 2008 bis 2016 gehörte Rybkino zur Landgemeinde Turgenewskoje selskoje posselenije und seither zum Stadtkreis Polessk.

## Kirche
Mit seiner fast ausnahmslos evangelischen Bevölkerung war Annenhof bis 1945 in das Kirchspiel der Kirche Groß Legitten (heute russisch: Turgenewo) eingepfarrt, das zum Kirchenkreis Labiau in der Kirchenprovinz Ostpreußen der Kirche der Altpreußischen Union gehörte.
Die Beziehung zur Kirche Turgenewo besteht auch heute wieder, seit es hier eine evangelisch-lutherische Gemeinde – Filialgemeinde der Auferstehungskirche in Kaliningrad (Königsberg) – gibt, die der Propstei Kaliningrad der Evangelisch-lutherischen Kirche Europäisches Russland angeschlossen ist. 